# A Inconveniência de Ser Esposa
A Inconveniência de Ser Esposa é um filme brasileiro de comédia, dirigido e escrito por Samuel Markenzon, lançado em 1951. O filme é baseado na peça "A inconveniência de ser esposa" de Silveira Sampaio.
A peça encenada em 1950 foi um grande sucesso, tendo sido no mesmo ano iniciada a produção do filme, aproveitando o elenco da peça, assim, Laura Suarez e Flávio Cordeiro protagonizaram a película.
É um dos poucos filmes produzidos por Moacyr Fenelon que fora preservado.

## Elenco
- Laura Suarez como a Esposa
- Flávio Cordeiro como o Marido
- Álvaro Aguiar
- Luís Delfino
- Jane Grey
- Zizinha Macedo
- Pérola Negra

## Ligações Externas
- A Inconveniência de Ser Esposa. no IMDb.